# Johan Lilliedahl

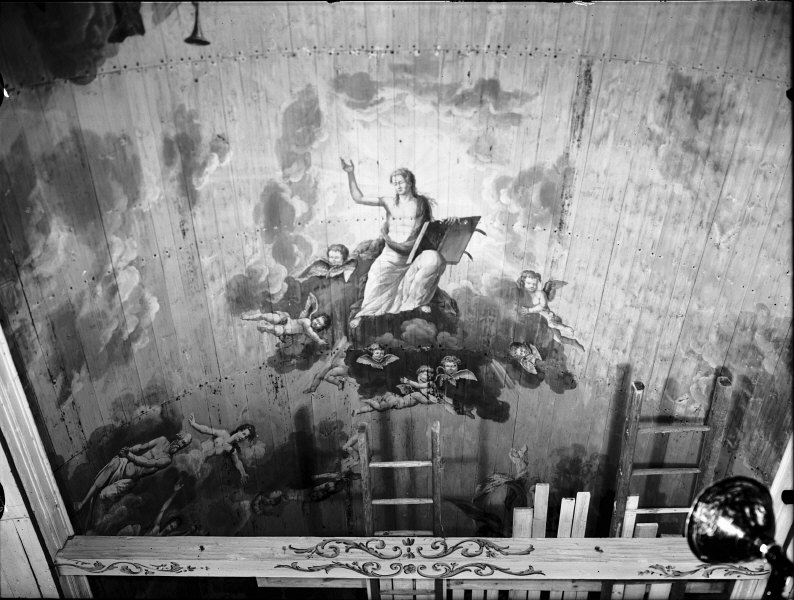
Takmålning i östra delen av Öckerö gamla kyrka. Utförd av Johan Lilliedahl.

Johan Lilliedahl, född 1756 i Älvsborgs län, död 1811 i Göteborg, var en svensk konstnär. 
Han var gift med Kristina Eleonora Bolm och far till Jakob Lilliedahl. Han var målarlärling i Borås 1769–1776 där han blev gesäll. Han blev därefter elev till dekorationsmålaren Lars Bolander och från 1785 var han mästare i Göteborg. Hans stora intresse var blomstermålning och för att få mer kunskap om naturens blommor genomgick han ett flertal kurser i botanik. Han utförde några dekorationsmålningar och altartavlor i västsvenska kyrkor, där takmålningarna och blomstermålningarna på bänkdörrarna i Öckerö gamla kyrka räknades som hans främsta. Han etablerade ett oljeslageri i Mölndal och lär ha gjort sig en förmögenhet på en strandad skeppslast med linfrö som han köpte billigt. Hans änka och son fortsatte hans rörelse i Göteborg fram till 1833. Lilliedahl är representerad vid Nationalmuseum med ett antal teckningar.